# اچ‌ام‌اس ریپلینگهام (ام۲۷۲۵)
اچ‌ام‌اس ریپلینگهام (ام۲۷۲۵) (به انگلیسی: HMS Riplingham (M2725)) یک کشتی بود. این کشتی در سال ۱۹۵۵ ساخته شد.